# Harry Wood (Leichtathlet)

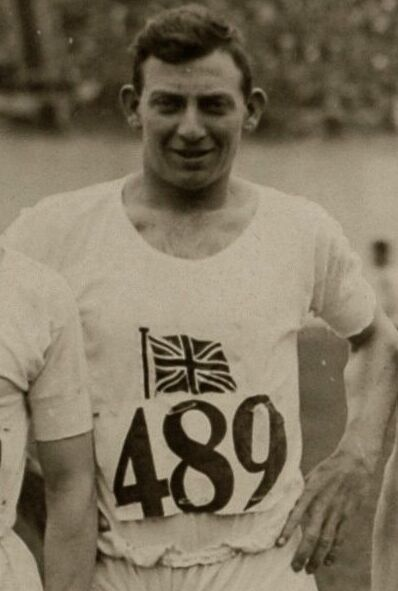
Harry Wood (1928)

Harry Wood (eigentlich Harold Wood; * 28. November 1902 in Wigan; † 27. Juni 1975 ebenda) war ein britischer Marathonläufer.
1926 gewann er den Sporting Chronicle Marathon in Manchester in 2:43:52 h. 1928 siegte er erneut bei diesem Rennen in 2:39:30 h und wurde daraufhin für die Olympischen Spiele in Amsterdam nominiert, bei denen er in 2:41:15 h Elfter wurde.
Zwischen 1929 und 1931 gewann er sechs Marathonläufe in England. 1932 siegte er beim in Daily Dispatch Cup Marathon umbenannten Marathon von Manchester zum vierten Mal mit seiner persönlichen Bestzeit von 2:36:12 h. 1934 wurde er nach einem weiteren Sieg in Manchester für England startend Vierter bei den British Empire Games in London.
1936 folgte dem sechsten Sieg in Manchester ein fünfter Platz bei der Englischen Meisterschaft. 1938 gewann er zum vierten Mal den Marathon von Blackpool.